# Verlobt mit Atsumori-kun
Verlobt mit Atsumori-kun (japanisch あつもりくんのお嫁さん Atsumori-kun no Oyome-san) ist eine Manga-Serie von Mangaka Taamo, die von 2018 bis 2021 in Japan erschien. Das romantische Drama dreht sich um die Liebe zwischen mehreren Schülern vom Land und aus der Stadt, denen eine arrangierte Verlobung im Wege steht. 

## Inhalt
Nishiki ist ein ehrgeiziges Mädchen und würde lieber in der Stadt leben und studieren gehen, als auf dem Land bei ihren Eltern zu bleiben. Doch die haben sie schon Takara versprochen, dem Sohn des besten Freundes ihres Vaters. Nishiki aber will von dem nichts wissen – anders als ihre Freundin Kanoka, die sich in Takara verliebt hat. Als eines Tages der flegelhafte Atsumori die Familie besucht, verliebt sich Nishiki sofort in ihn und lässt sich von seiner Idee anstecken, mit ihm nach Tokio zu gehen. Doch Atsumori, der sich vor allem über den Druck seines Vaters, dass er Medizin studieren müsse, ausgelassen hat, meinte den Vorschlag nicht so ernst, wie Nishiki ihn verstanden hat. So soll sie doch noch darüber nachdenken. Schließlich kann sie aber mit Hilfe ihres Großvaters ihre Eltern überreden, nach Tokio gehen zu dürfen. Dort besucht sie die gleiche Schule wie Atsumori und lässt sich von ihm versprechen, dass sie heiraten, wenn sie keinen anderen Tokioter findet, der sich in sie verliebt.

## Veröffentlichung
Der Manga erschien zunächst von August 2018 bis Oktober 2021 in Einzelkapiteln im Magazin Dessert bei Kodansha. Der Verlag brachte die Serie von September 2018 bis Januar 2021 auch gesammelt in 6 Bänden heraus.
Eine deutsche Übersetzung erschien von Juni 2021 bis April 2022 mit allen Bänden bei Tokyopop. Der amerikanische Ableger von Kodansha bringt eine englische Fassung heraus.